# Beirut-Rafic Hariris internationella flygplats
Beirut-Rafic Hariris internationella flygplats  (arabiska: مطار رفيق الحريري الدولي), 
(IATA: BEY, ICAO: OLBA) är en  internationell flygplats i  
Beirut i Libanon. Det 
är den största flygplatsen i Libanon. 
Flygplatsen, som ligger 7 kilometer söder om Beirut, hette Beirut International Airport fram till den 22 juni 2005 och fick då sitt namn efter den dåvarande libanesiska premiärministern Rafiq Hariri
som hade mördats 14 februari samma år. Den har direktförbindelser med de tre största flygplatserna i Europa; Frankfurt Mains flygplats i Frankfurt, London-Heathrow flygplats samt Paris-Charles de Gaulle flygplats i Paris.
Det största flygbolaget som opererar från Rafic Hariri-flygplatsen är Lufthansa som har en daglig avgång från Frankfurt.

## Olyckor
Ethiopian Airlines Flight 409 från Beirut till Addis Abeba i Etiopien störtade i Medelhavet strax efter starten den 25 januari 2010. Ingen av de 90 personerna ombord överlevde.